# Lake Flower
Lake Flower – sztucznie utworzone jezioro w stanie Nowy Jork w Stanach Zjednoczonych. Jego powierzchnia wynosi około 202 akrów (81,7 ha). Głębokość nie przekracza 4,5 m. Na północnym brzegu jeziora znajduje się wieś Saranac Lake. Administracyjnie znajduje się w hrabstwach Franklin i Essex.
Jezioro powstało w 1829 roku w wyniku wybudowania zapory na rzece Saranac. Początkowo nazywało się Newell Pond. Obecną nazwę nadano w 1894 roku na cześć gubernatora stanu Roswella Flowera.